# Prasat Prang Ku

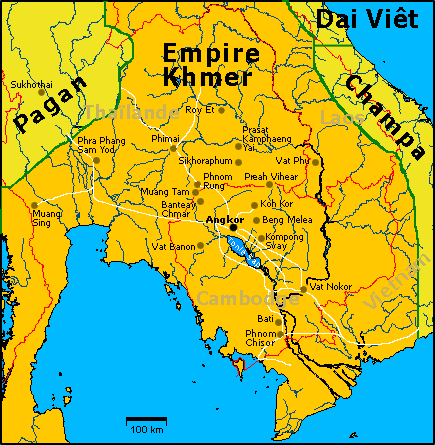
Principaux sites khmers

Le Prasat Prang Ku est un temple khmer du XIe siècle situé en Thaïlande, dans la province de Si Saket, à 10 km de Prang Ku. Il est constitué de deux tours en briques et une en latérite en ligne sur une plateforme en blocs de latérite.

## Photographies

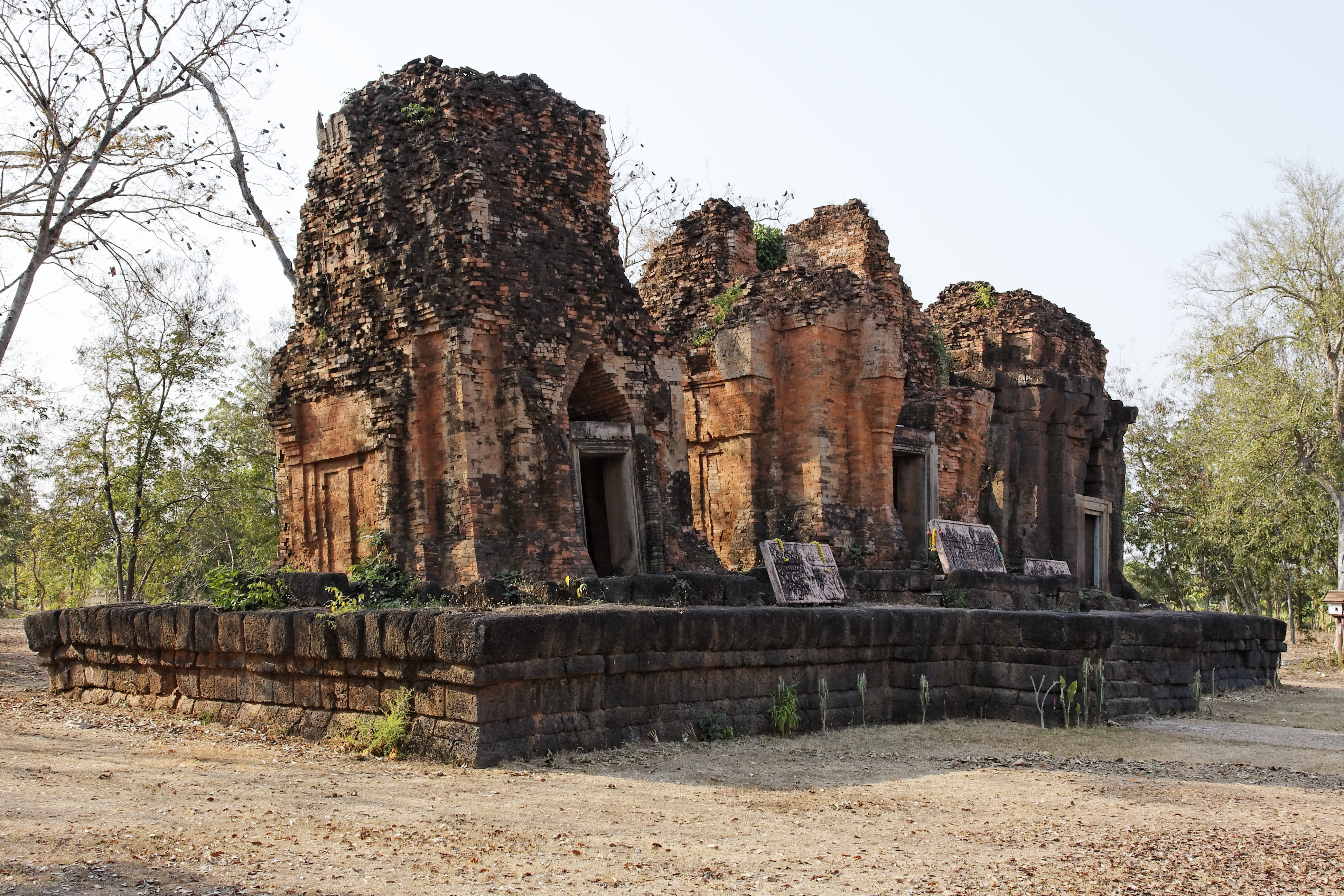
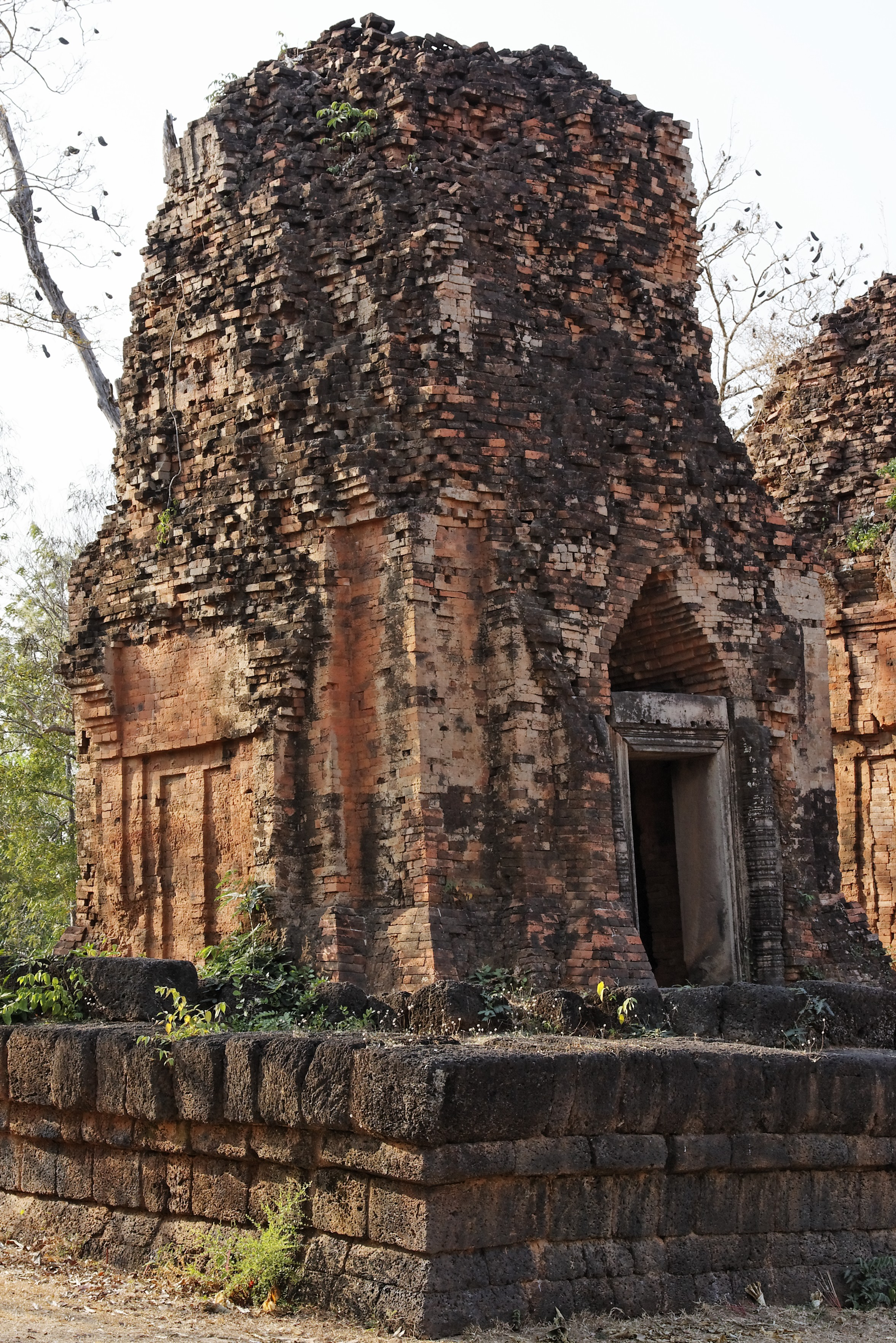
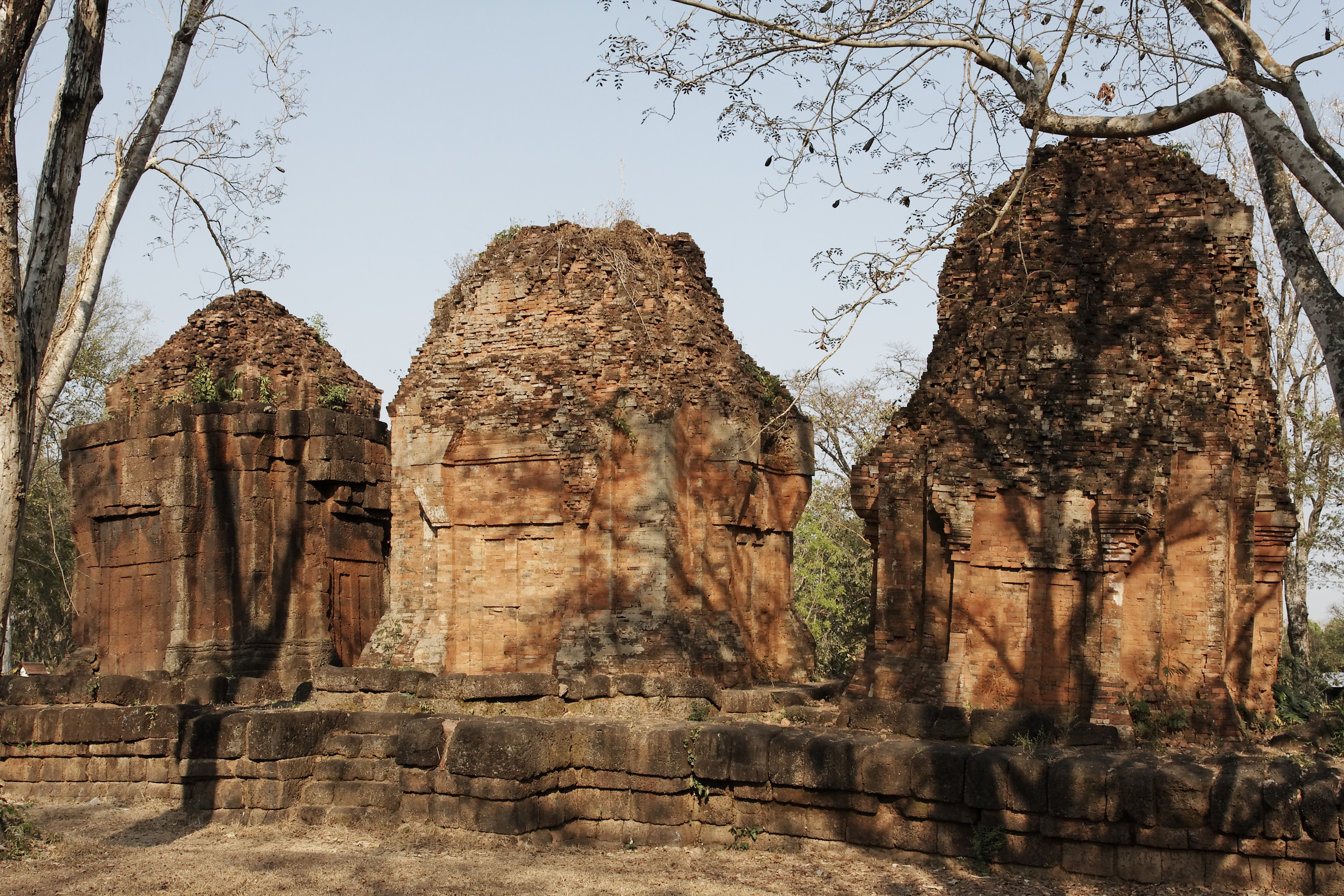
Vue arrière
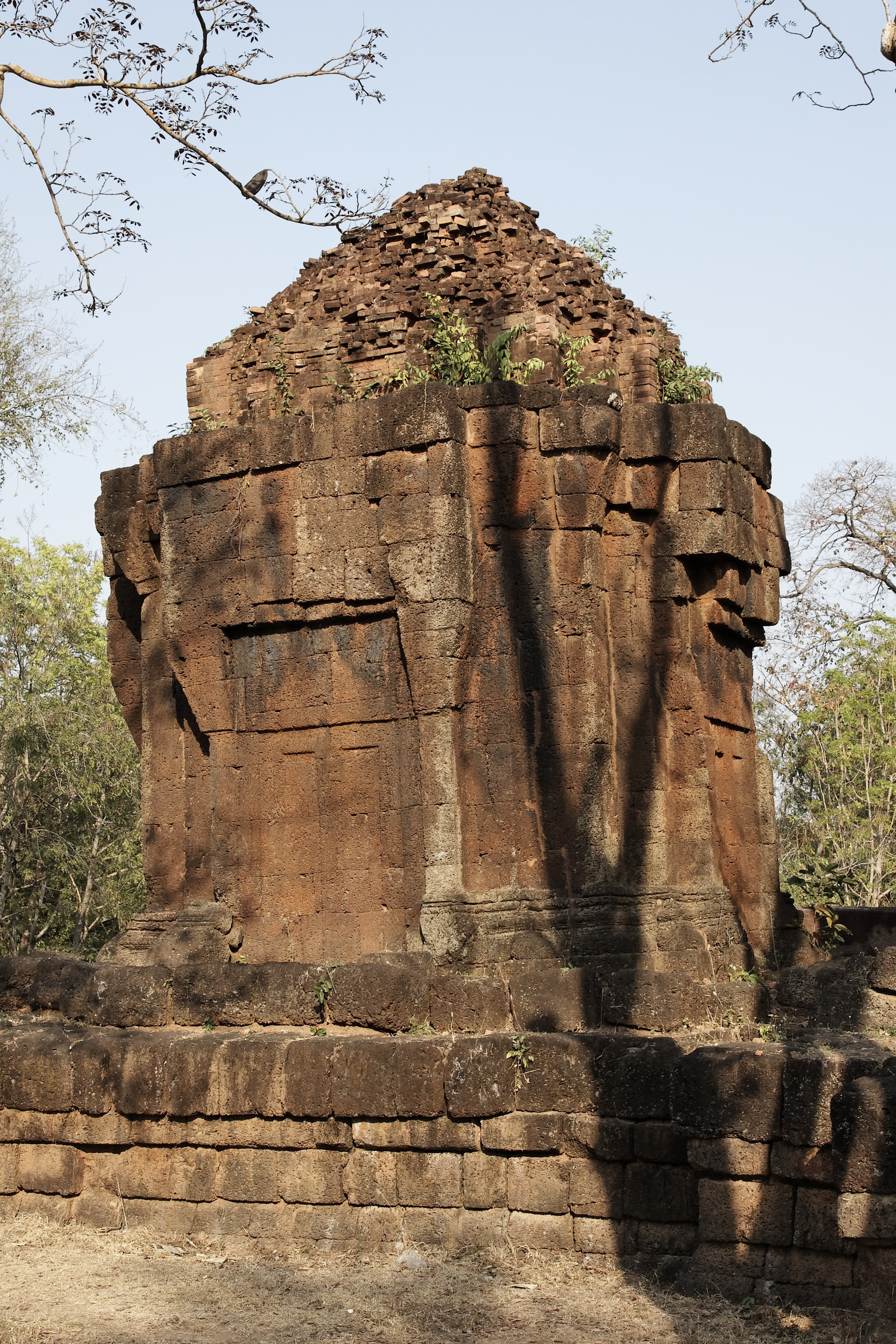
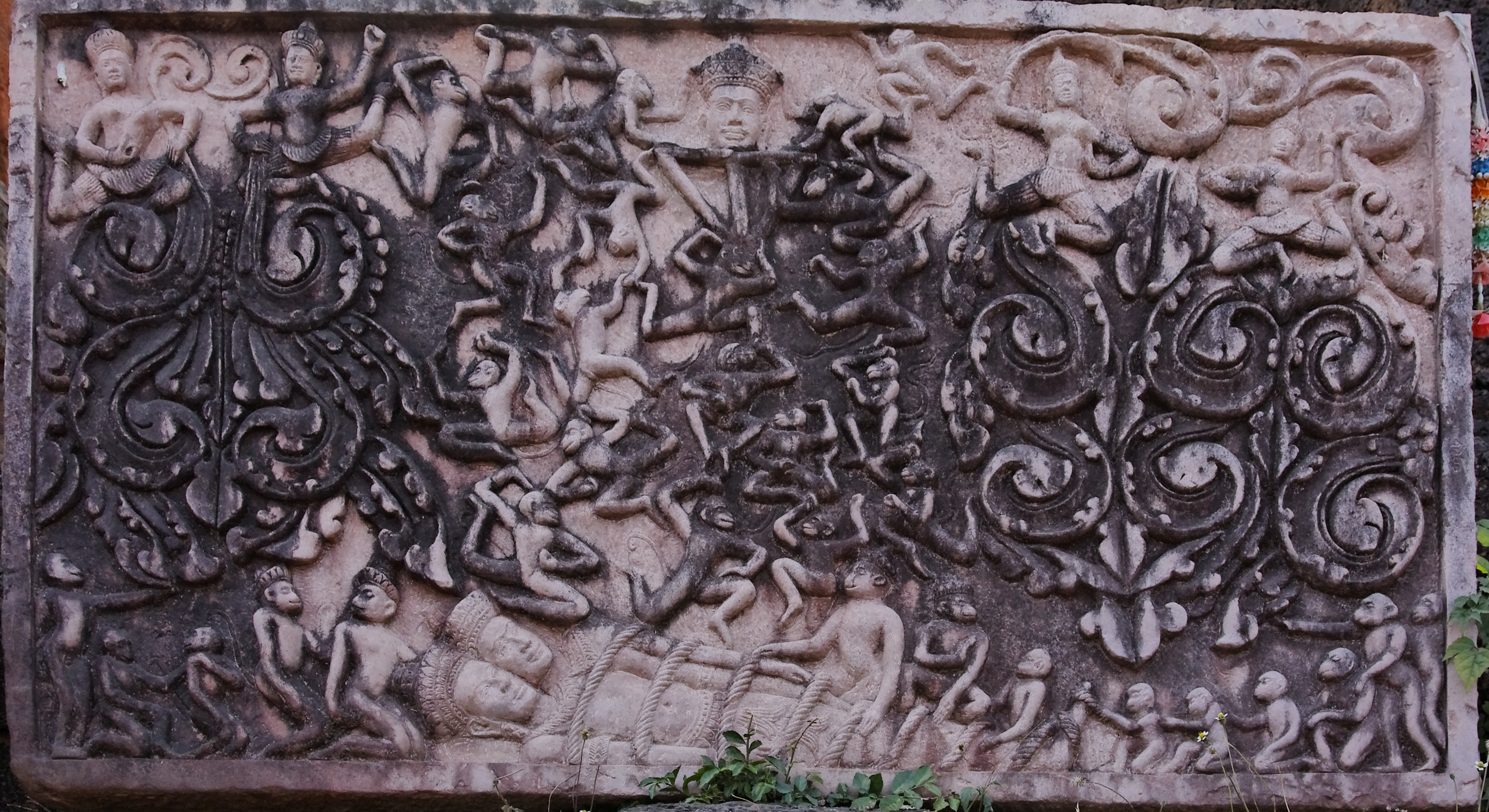
Linteau (copie)
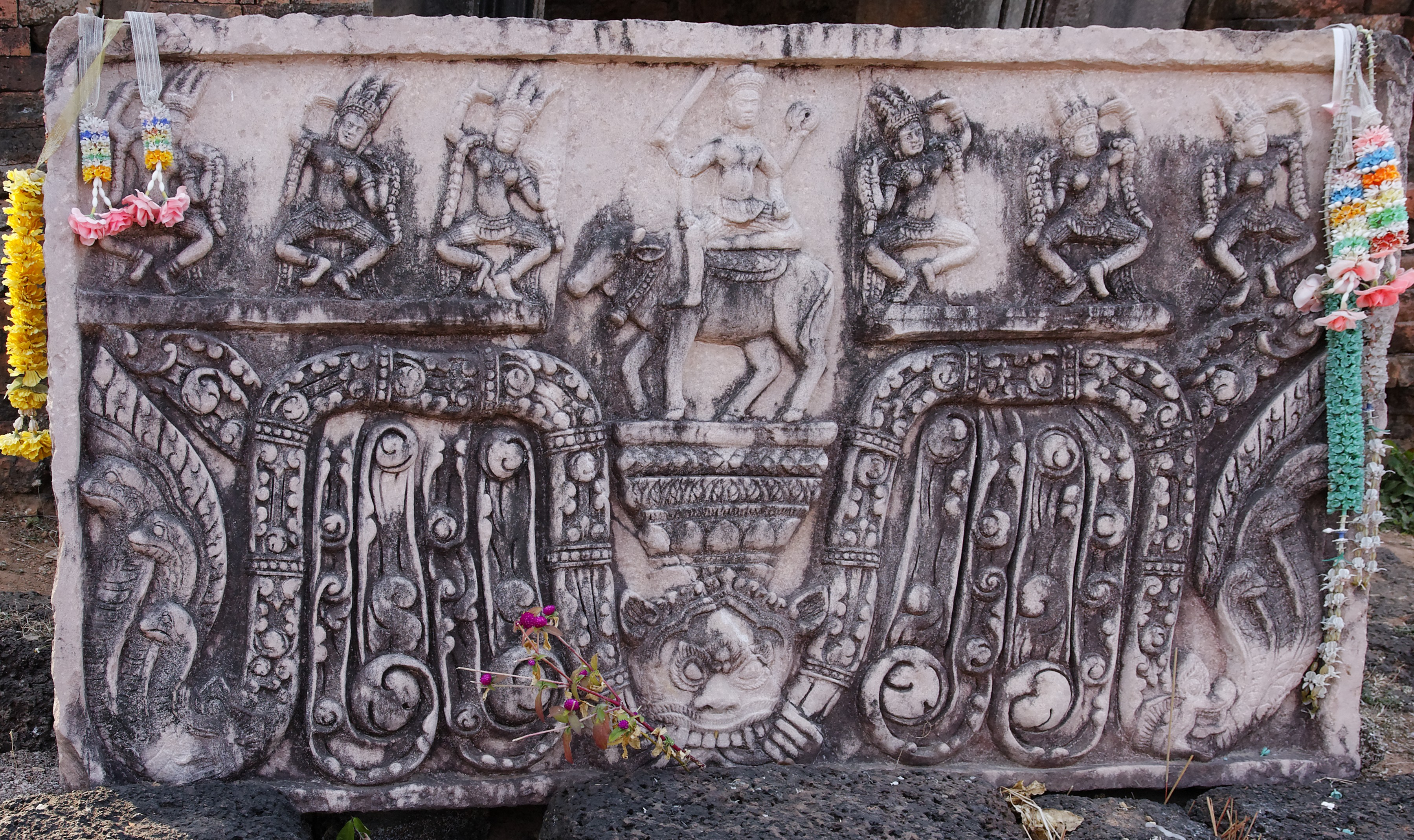
Linteau (copie): Shiva sur Nandin au-dessus d'un Kâla
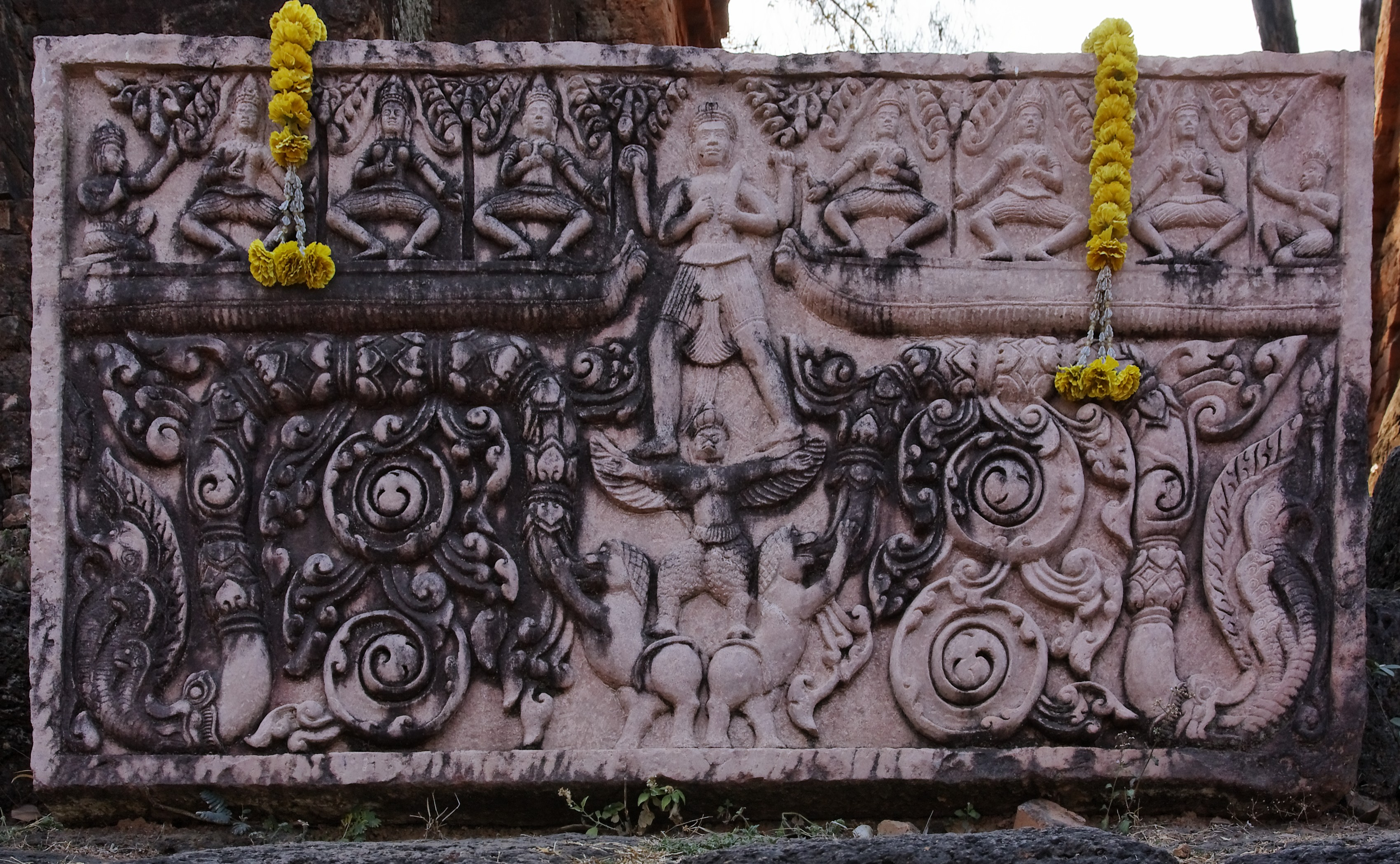
Linteau (copie)